# Renkenberge
Renkenberge település Németországban, azon belül Alsó-Szászország tartományban. Lakosainak száma 680 fő (2023. december 31.). Renkenberge Fresenburg, Kluse, Werpeloh, Wippingen, Sögel és Lathen községekkel határos.

## Népesség
A település népességének változása:
| Lakosok száma | 717  | 696  | 686  | 685  | 682  | 680  |
|               | 2016 | 2017 | 2019 | 2021 | 2022 | 2023 |